# Anton Brecelj
Anton Brecelj, slovenski zdravnik, politični delavec in publicist, * 9. junij 1875, Žapuže, † 22. september 1943, Ljubljana.

## Življenjepis
Anton Brecelj je že kot gimnazijec in študent sodeloval v katoliškem gibanju in objavljal članke v Zori in  Katoliškem obzorniku. Medicino je študiral v Gradcu, kjer je leta 1901 promoviral. Od leta 1903 do 1918 je živel in delal v Gorici.  Tu je deloval tudi kot eden vodilnih »novostrujarjev«, (opozicija krščanskih socialcev v Slovenski ljudski stranki); bil je predsednik goriške Krščansko-socialne zveze in ustanovitelj društva Lasten dom, ki je skrbelo za gradnjo delavskih stanovanj. Leta 1918 je bil imenovan za poverjenika za zdravstvo v Prvi slovenski Narodni vladi. Leta 1920 se je preselil v Ljubljano in po 1922 delal kot zasebni zdravnik za otroške in notranje bolezni. Uveljavil se je kot zdravstveni pisec, zlasti del o tuberkolozi, zdravstvenih razmerah v Sloveniji in o socialni medicini. Pisal pa je tudi poljubne biološke in medicinske knjige.  Njegovo publicistično delovanje je seglo tudi politično in kulturno področje. Na Teološki fakulteti je predaval pastoralno medicino.
Leta 1935 je skupaj z Ivanom Stanovnikom vodil manjšo politično skupino nekdanje SLS, ki ni odobravala takratne politike dr. A. Korošca in je zavrnila vstop v JRZ; ta skupina se je pozneje kot t. i. stara SLS pridružila opoziciji z zahtevo, naj nekdanja SLS znova sprejme program Slovenske deklaracije iz leta 1932. Od leta 1941 je bil član plenuma OF.
Poročen je bil z Alice Casagrande. Njuna sinova sta bila zdravnik ortoped in akademik Bogdan Brecelj in politik Marijan Brecelj.